# Like Water for Chocolate
Like Water for Chocolate è il quarto album in studio del rapper statunitense Common, pubblicato il 28 marzo 2000 dalla MCA Records e distribuito dal Universal Music Group.

## Tracce
1. Time Travelin' (A Tribute to Fela) (feat. Vinia Mojica, Roy Hargrove e Femi Kuti) – 6:37 (Lonnie Lynn, Michael Archer, Ahmir Thompson, James Poyser, James Yancey)
2. Heat – 3:41 (Lonnie Lynn)
3. Cold Blooded (feat. Roy Hargrove) – 4:58 (Lonnie Lynn, Ahmir Thompson, Michael Archer, Rahzel Brown, Tariq Trotter, Kelo Saunders)
4. Dooinit – 3:37 (Lonnie Lynn, James Yancey)
5. The Light – 4:21 (Lonnie Lynn, James Yancey, Bobby Caldwell, Norman Harris, Bruce Malament)
6. Funky for You (feat. Bilal e Jill Scott) – 5:55 (Lonnie Lynn, James Yancey, James Poyser, Bilal Oliver)
7. The Questions (feat. Mos Def) – 4:09 (Lonnie Lynn, James Yancey, James Poyser, Dante Smith)
8. Time Travelin' Reprise (Interlude) – 1:33 (Lonnie Lynn, Michael Archer, Ahmir Thompson, James Poyser, James Yancey)
9. The 6th Sense (feat. Bilal) – 5:19 (Lonnie Lynn, Bilal Oliver, Christopher Martin, Kejuan Muchita, Albert Johnson)
10. A Film Called (Pimp) (feat. Bilal e MC Lyte) – 5:10 (Lonnie Lynn, James Yancey, Bilal Oliver)
11. Nag Champa (Afrodisiac for the World) – 5:10 (Lonnie Lynn, James Yancey)
12. Thelonius (feat. Slum Village) – 4:41 (Lonnie Lynn, James Yancey, Titus Glover, R. L. Altman III)
13. Payback Is a Grandmother – 4:30 (Lonnie Lynn, James Yancey, James Brown, Fred Neslay, John Starks)
14. Geto Heaven Part Two (feat. D'Angelo) – 5:18 (Loonie Lynn, Michael Archer, Ahmir Thompson, Peter Lord, Sandra St. Victor, Vernon Smith)
15. A Song for Assata (feat. Cee-Lo Green) – 6:48 (Loonie Lynn, James Poyser, Thomas Burton)
16. Pop's Rap III... All My Children – 5:09 (Lonnie Lynn, Erykah Badu, A. Scott, Karriem Riggins, Fela Kuti)

Versione alternativa
1. Geto Heaven Remix T.S.O.I. (The Sound of Illadelph) (feat. Macy Gray) – 5:18 (Loonie Lynn, Ahmir Thompson, James Poyser)

## Classifiche

### Classifiche settimanali
| Classifica (2000) | Posizione massima |
| ----------------- | ----------------- |
| Stati Uniti       | 16                |

### Classifiche di fine anno
| Classifica (2000) | Posizione |
| ----------------- | --------- |
| Stati Uniti       | 156       |